# ガガウズ共和国 (1990年 - 1994年)

ガガウズ共和国
Гагауз Республикасы（ガガウズ語）
Republica Găgăuzia（ルーマニア語）
Республика Гагаузия（ロシア語）

緑（ルーマニア、ウクライナ、モルドバに囲まれた地域）がガガウズ共和国

1.カガウス自治区とは違うので注意

ガガウズ共和国（ガガウズきょうわこく、ガガウズ語: Гагауз Республикасы / Gagauz Respublikası、ルーマニア語: Republica Găgăuzia、ロシア語: Республика Гагаузия）は、1989年に独立が宣言され、1990年にモルドバから分離した未承認の国家である。
1991年から1995年まで独立を維持した後、ガガウズに高度な自治権を与えるという条件の下、モルドバに編入される形で共和国は廃止された。